# Lịch sử quân sự Phần Lan trong Chiến tranh thế giới thứ hai

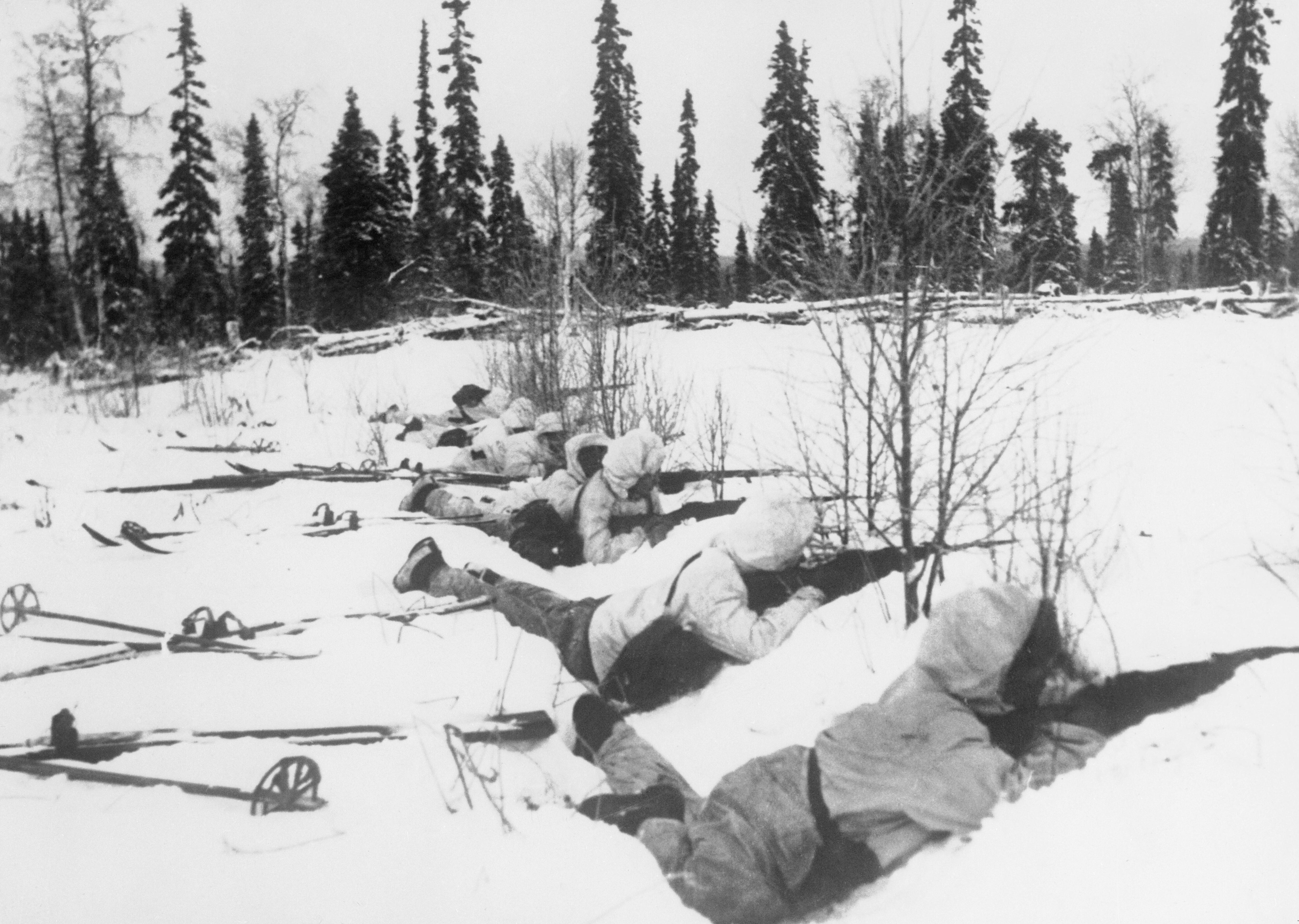
Lính trượt tuyết ở miền Bắc Phần Lan vào tháng 1 năm 1940.

Sự tham chiến của Phần Lan trong Chiến tranh thế giới thứ hai gắn liền với những cuộc chiến tranh phòng vệ của nước này chống lại sự xâm lược của Liên Xô dưới quyền Lãnh tụ Iosif Vissarionovich Stalin và sau đó là buộc Quân đội Đức Quốc xã phải rút khỏi Phần Lan, được người Phần Lan nhìn nhận là sự mở rộng của những cuộc chiến tranh bảo vệ nền độc lập đất nước. Từ năm 1939 đến năm 1945, Phần Lan vướng vào ba chiến tranh: Chiến tranh Liên Xô-Phần Lan, Mặt trận Phần Lan (Chiến tranh Xô-Đức) (còn gọi là Chiến tranh Tiếp diễn trong đó Phần Lan liên minh với Đức chống Liên Xô) và Chiến tranh Lapland chống Đức. Cuối cùng, Phần Lan giữ vững nền độc lập của mình nhưng phải nhượng 10% lãnh thổ, gồm thâu một trong những thành phố lớn nhất và cũng là thành phố lớn thứ hai của Phần Lan, Viipuri (đổi tên thành Vyborg năm 1944) cho Liên Xô. Việc nhượng bộ này đã khiến cho nhiều người Phần Lan ở Karelia phải li tán hoặc bỏ nhà mà về các khu vực nằm trong biên giới Phần Lan.